# Diaparsis frontella
Diaparsis frontella är en stekelart som först beskrevs av Holmgren 1860.  Diaparsis frontella ingår i släktet Diaparsis och familjen brokparasitsteklar. Arten är reproducerande i Sverige. Inga underarter finns listade i Catalogue of Life.